# Greatest Hits – Chapter One
Greatest Hits — Chapter One (рус. Величайшие хиты — Глава первая; в США и Канаде издан как The Hits — Chapter One) — сборник, вышедший в 2001 году и состоящий из лучших хитов группы Backstreet Boys и одной их новой песни «Drowning».

## Обстоятельства выпуска
Члены Backstreet Boys планировали выпустить сборник лучших хитов группы в 2003 году, в ознаменование её десятилетия. Однако к 2001 году популярность группы пошла на спад, концерты не давали ожидаемой прибыли и организованный тур принёс агентству The Firm, представляющему музыкантов менее половины от запланированного дохода. Положение усугубил двухмесячный курс лечения от наркотической зависимости, который прошёл Эй Джей Маклин. Когда стало ясно, что до конца года лейблу Jive Records не удастся выпустить очередного альбома-блокбастера молодёжной группы, его руководство приняло решение о досрочном издании сборника хитов Backstreet Boys.
По словам членов группы, они возражали против этого решения, но их агентство его поддержало. В итоге альбом был выпущен к Рождеству 2001 года. Помимо уже известных хитов, в него была включена новая песня «DrowningDrowning».

## Релиз
В американском чарте Billboard 200 альбом дебютировал 17 ноября 2001 года на 4-м месте со 197 тысячами проданных копий за неделю (для сравнения - два предыдущих студийных альбома группы были распроданы в первую неделю тиражами свыше миллиона копий). Сборник оставался в чарте на протяжении 25 недель, к сентябрю 2002 года получив в США «платиновый» статус. В британском чарте альбом в свою первую неделю, 10 ноября 2001 года, занял 5-ю строчку и оставался в нём 19 недель. Кроме того, «Drowning» вошёл в первую десятку UK Singles Chart, 6 января 2002 года заняв в ней 4-е место.
Greatest Hits — Chapter One был в общей сложности продан в количестве 7 миллионов экземпляров по всему миру. По словам представителя лейбла, альбом помог поддержать популярность группы.

## Список композиций
1. I Want It That Way (Андреас Карлссон, Макс Мартин) — 3:35
2. Everybody (Backstreet’s Back) (Макс Мартин) — 4:47
3. As Long as You Love Me (Макс Мартин) — 3:34
4. Show me the meaning of being lonely (Макс Мартин, Херберт Кричлоу) — 3:56
5. Quit Playing Games (With My Heart) (Макс Мартин, Херберт Кричлоу) — 3:54
6. We've got it goin' on (Дэнниз Поп, Макс Мартин, Херберт Кричлоу) — 3:39
7. All I have to give (Full Force) — 4:38
8. Larger than life (Макс Мартин, Кристиан Лундин, Брайан Литтрелл) — 3:54
9. I'll never break your heart (Альберт Манно, Юджин Уайльд) — 3:39
10. The call (Макс Мартин, Рами) — 3:25
11. Shape of my heart (Макс Мартин, Лиза Мисковски, Рами) — 3:52
12. Get down (you're the one for me) (Бюлент Арис, Тони Коттура) — 3:50
13. Anywhere for you (Гэри Бейкер, Уэйн Перри) — 4:42
14. The one (Макс Мартин, Брайан Литтрелл) — 3:46
15. More than that (Адам Андерс, Franciz, LePont) 3:44
16. Drowning (Андреас Карлссон, Рами, Линда Томпсон) — 3:35